# Listă de conducători de stat din 895
891 - 892 - 893 - 894 - 895 - 896 - 897 - 898 - 899
Aceasta este o Listă a conducătorilor de stat din anul 895:

## Europa
- Anglia: Alfred cel Mare (Ælfred) (c. 849 – 26 octombrie 899) a fost rege anglo-saxon al regatului Wessex din 871 pînă în 899.
  - Mercia (Engleză veche: Mierce, "oamenii graniței") a fost unul dintre regatele medievale anglo-saxone ale heptarhiei.
- Asturia: Regatul Asturiei (în latină Regnum Asturorum) a fost un regat din Peninsula Iberică fondat în 718 de nobilul vizigot Pelagius de Asturia
- Bavaria Inferioară:
- Bavaria Superioară:
- Bizanț: Leon VI Filozoful/ Înțeleptul (19 septembrie, 866 - 11 mai, 912), a fost împărat bizantin între 886 și 912.
- Bosnia:
- Bretagne:
- Bulgaria: Simeon (sau Simon) I cel Mare (Симеон I Велики, transliterat Simeon I Veliki) a fost un domnitor al Bulgariei între 893 și 927, în timpul Primului Imperiu Bulgar.
- Burgundia: Rudolf I
  - Comitatul de Toulouse: Odo
- Francia Răsăriteană: Arnulf de Carinthia (slovenă Arnulf Koroški, germană Arnulf von Kärnten) (850-8 decembrie 899) a fost rege al Franciei Răsăritene din 887 și Împărat al Imperiului Carolingian în 894 până la moartea sa
  - Comitatul Flandra: Balduin al II-lea de Flandra (n. cca. 865 – d. 10 septembrie 918), supranumit Calvus (cel Pleșuv) a fost cel de al doilea conte de Flandra , domnind de la 879 până la moarte
  - Ducatul de Saxonia: Otto I de Saxonia (sau Oddo, supranumit cel Ilustru) (n. cca. 851 – d. 30 noiembrie 912) a fost duce de Saxonia de la 880 până la moarte
- Italia: Guido Spoleto (cca. 880-15 octombrie 898) a fost Rege al Italiei din 891 și Împărat al Imperiului Carolingian din 892 împreună cu tatăl său Guido al III-lea Spoleto și duce de Spoleto și Camerino de la moartea acestuia în 894. (italienischer König nur bis 896 - dann folgte Arnulf von Kärnten, der zudem auch Gegenkaiser wurde)
  - Statele Papale: Papa Formosus a fost papă al Romei între 891 și 896
  - Ducatul de Neapole: Athanasie sau Athanasius sau Anastasius (d. 898) a fost episcop de Napoli (ca Athanasius al II-lea) și duce de Neapole Dux, de asemenea numit și magister militum sau hypatus de la anul 878 până la moartea sa
  - Principatul de Salerno: Guaimar I (de asemenea, Waimar, Gaimar sau Guaimario) (n. cca. 855 – 901) a fost principe longobard de Salerno de la 880
  - Toscana: Adalbert al II-lea (n. cca. 875–d. 915, supranumit cel Bogat, a fost margraf de Toscana de la 886 până la moarte)
- Rusia Kieveană: Oleg din Novgorod (limba slavă: Олег, limba nordică veche: Helgi, limba hazarilor: Helgu) a fost un prinț vareg (sau konung), care a domnit peste tot sau o parte a poporului Rus’ la începutul secolului al zecelea. Potrivit unei cronici est-slavică, Oleg a fost domnitorul suprem al Rusilor între 882 - 912. Rusia Kieveană a fost fondată de Oleg (Helgu în cronicile hazare) pe la anul 880.
- Scoția: Domnall mac Causantín (decedat în 900), cunoscut și ca Donald al II-lea, a fost regele Picților sau regele Scoției la sfârșitul secolului al IX-lea. El a fost fiul lui Constantin I.

Donald a devenit rege la moartea sau detronarea lui Giric, la o dată necunoscută, însă este plasată undeva în anul 889.
- Regatul Ungariei: Árpád (850–907) a fost primul conducător al Ungariei. În jurul anilor 890, șapte triburi proto-maghiare l-au ales pe Árpád lider comun în Etelköz (regiunea celor cinci fluvii, dintre care trei au fost identificate în mod sigur - Nistru, Siret, Prut - celelalte putând fi Nipru și Bug). 20 de ani a fost liderul triburilor (în maghiară fejedelem). Din 860 triburile proto-maghiare sub conducerea lui Árpad s-au hotărât definitiv să treacă Munții Carpați. În 896 au ocupat partea Tisei trecând spre vestul Europei, iar în 900/901 s-au așezat în Panonia.
- Țara Galilor: Gwynedd